# Harold Turner
Harold Turner (Manchester, 2 dicembre 1909 – Londra, 2 luglio 1962) è stato un ballerino britannico.

## Biografia
Harold Turner nacque a Manchester nel 1909 e nel 1925 cominciò a studiare danza. Incoraggiato da Léonide Massine si trasferì a Londra per studiare con Marie Rambert, danzando nella sua compagnia tra il 1928 e il 1932. Nel 1935 si unì al Vic-Wells Ballet, con cui danzò molti dei grandi ruoli del repertorio maschile, tra cui Franz in Coppélia, Albrecht in Giselle e l'uccello azzurro ne La bella addormentata. In questo periodo danzò anche nelle prime di balletti Ninette de Valois, Frederick Ashton, Léonide Massie e Nikoláj Grigor'evič Sergéev.
Nella stagione 1941/1942 danzò con l'International Ballet di Mona Inglesby e successivamente combatté con la Royal Air Force durante la seconda guerra mondiale. Nel 1945 tornò al Sadler's Wells Ballet, con cui continuò a danzare fino all'addio alle scene. Successivamente insegnò danza e nel 1962 avrebbe dovuto fare un ritorno sulle scene in The Good-Humoured Ladies with Massine al Covent Garden, ma morì stroncato da un infarto dopo una prova.